# Tuberculoma

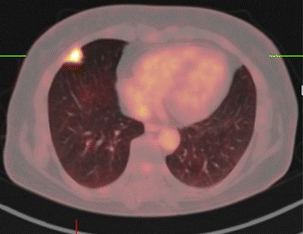
PET-CT de un tuberculoma

Un tuberculoma es una manifestación clínica de la tuberculosis que conglomera tubérculos en un bulto, por lo que puede simular tumores cancerosos de muchos tipos en los estudios médicos por imagen. Suelen aparecer en individuos en los que la infección tuberculosa primaria no está bien controlada. Cuando los tuberculomas surgen intracranealmente, representan una manifestación de tuberculosis del SNC. Al tratarse de evoluciones del complejo primario, los tuberculomas pueden contener cáseum o calcificaciones.
Con el paso del tiempo, Mycobacterium tuberculosis puede transformarse en cristales de calcio. Éstos pueden afectar a cualquier órgano, como el cerebro, el intestino, los ovarios, la mama, los pulmones, el esófago, el páncreas, los huesos y muchos otros. Incluso con tratamiento pautado suelen persistir durante meses o años.

## Mecanismo
No se ha determinado el mecanismo exacto de desarrollo del tuberculoma, aunque se han propuesto múltiples teorías. Es posible que, tras una infección tuberculosa inicial que provoque bacteriemia, un foco de inflamación granulomatosa confluya en un tuberculoma caseoso
Los tuberculomas pulmonares pueden surgir debido a ciclos repetidos de necrosis y reencapsulación de los focos o, alternativamente, a la contracción y fusión de densidades encapsuladas
En cuanto al tuberculoma del SNC, se cree que el mycobacterium tuberculosis es capaz de penetrar la barrera hematoencefálica después de que los bacilos bacterianos induzcan la liberación de citocinas por diversas células inmunológicas, lo que provoca un aumento de la permeabilidad de la barrera. Al igual que en los tuberculomas pulmonares, las lesiones pequeñas acaban fusionándose y sufren necrosis y aumento de tamaño

## Signos y síntomas
Los síntomas dependen de la localización del tuberculoma. Las lesiones pequeñas y dispersas pueden ser asintomáticas. En los niños, los tuberculomas intracraneales suelen ser infratentoriales y aparecer cerca del cerebelo y la base del cerebro
En esta población se han observado síntomas como cefalea, fiebre, hallazgos neurológicos focales y convulsiones, además de papiledema con o sin meningitis. Cuando el tamaño de un tuberculoma del tronco encefálico crece hasta el punto de estrechar el cuarto ventrículo, puede aparecer una hidrocefalia obstructiva y los síntomas relacionados. La rotura de tuberculomas adyacentes a la aracnoides puede provocar aracnoiditis, mientras que la rotura cerca del espacio subaracnoideo o del sistema ventricular puede causar meningitis

## Diagnóstico

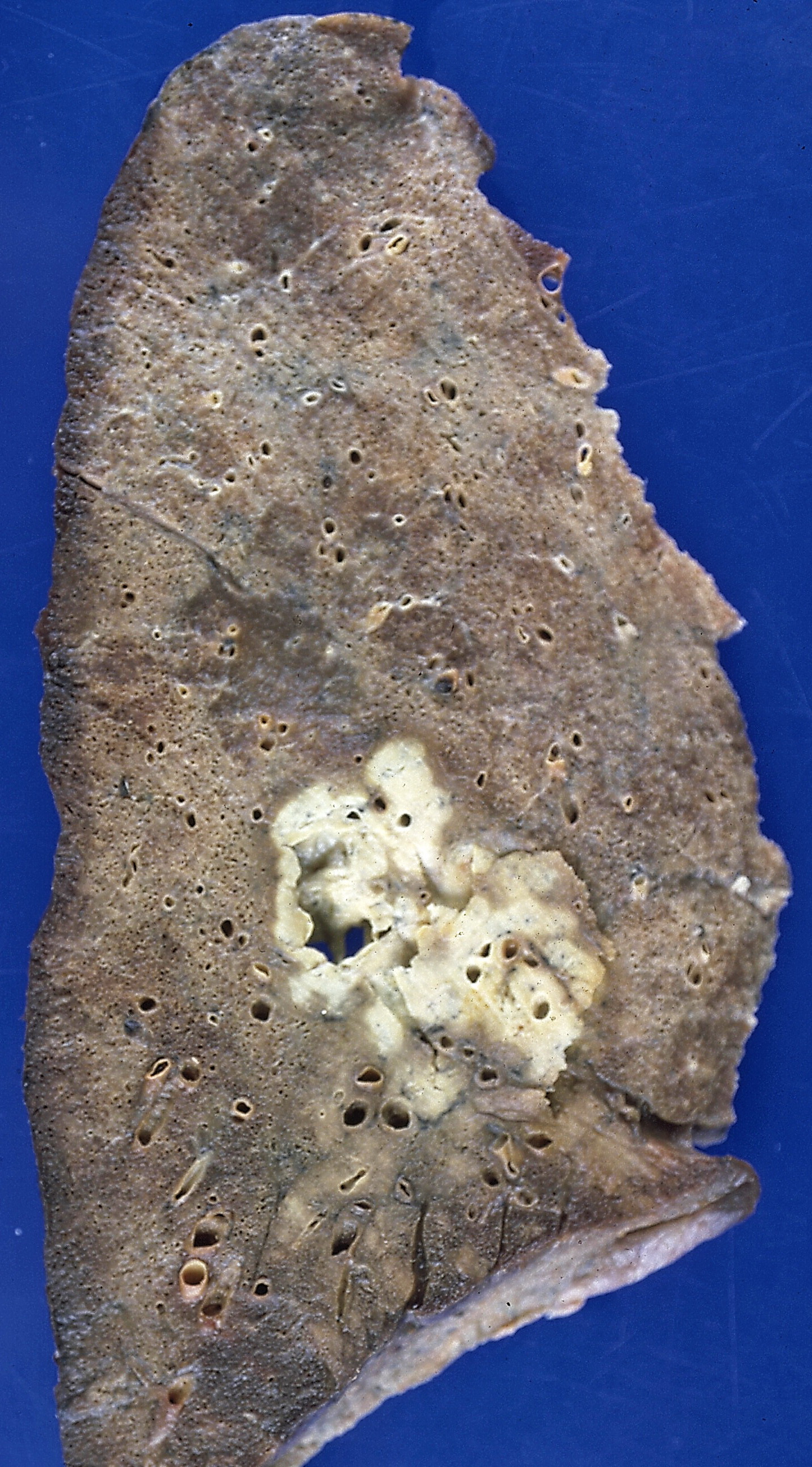
Tuberculoma con cavitación

El diagnóstico del tuberculoma puede ser un desafío, ya que puede ser necesario realizar pruebas invasivas y, en ocasiones, puede haber una neoplasia maligna concomitante. En los niños con tuberculoma, la RxC suele ser normal a pesar de una TST/IGRA positiva
El diagnóstico del tuberculoma cerebral puede ayudarse con la PCR del líquido cefalorraquídeo, pero es menos útil para diagnosticar y tratar rápidamente las lesiones. Cuando se analiza el LCR en pacientes con sospecha de tuberculoma, suelen observarse concentraciones elevadas de proteínas y recuentos celulares
El diagnóstico definitivo puede realizarse mediante biopsia estereotáctica guiada por TC, siendo necesaria la escisión en casos excepcionales. Se opta por la biopsia cuando las pruebas no invasivas no han producido un diagnóstico, cuando los pacientes no responden a un régimen de tratamiento, en casos de tuberculosis farmacorresistente y en pacientes incumplidores

### Imágenes
El aspecto de un tuberculoma en el diagnóstico por imagen puede variar en función de la composición y la edad de la masa. Pueden aparecer como lesiones no caseificantes o sólidamente caseificantes. Inicialmente, los tuberculomas aparecen hipodensos en la tomografía computarizada (TC) con un edema circundante significativo
El "signo del blanco" es patognomónico de tuberculoma en la TC, con una masa nodular anular y calcificación central. El aspecto anular característico se debe a la falta de irrigación sanguínea en el núcleo necrótico central que se visualiza con el contraste inyectado
A veces se observa una zona central hipodensa en lugar de calcificación. Al considerar otras posibles masas intracraneales en un diagnóstico diferencial, como la cisticercosis, el absceso piógeno y las lesiones neoplásicas, el tuberculoma puede identificarse por su mayor tamaño (>2 cm), edema y borde irregular.  
La resonancia magnética (RM) es otra modalidad de imagen útil para diagnosticar y caracterizar los tuberculomas, especialmente la necrosis caseosa sólida en la que se observan 3 zonas de intensidad variable

## Tratamiento
El tuberculoma suele tratarse con la combinación de fármacos HRZE (isoniazida, rifampicina, pirazinamida, etambutol) seguida de terapia de mantenimiento
Según las directrices internacionales, el tratamiento médico estándar es de 9 a 12 meses. Aunque la mayoría de los tuberculomas se resuelven en 12-24 meses, en pacientes con lesiones múltiples o de mayor tamaño puede ser necesario un tratamiento prolongado de más de dos años
En algunos pacientes, la liberación de mediadores inflamatorios durante el tratamiento puede causar un empeoramiento paradójico de los síntomas que se trata con medicamentos antiinflamatorios además del régimen antituberculoso estándar
Los tuberculomas excepcionalmente grandes, los que ejercen un efecto de masa en el cerebro y los que no responden al tratamiento médico requieren escisión quirúrgica. En algunos casos, la extirpación quirúrgica es necesaria tanto para el diagnóstico como para el tratamiento

## Pronóstico
De los pacientes con un tuberculoma cerebral tratados con un régimen de medicación adecuado, casi la mitad se recupera por completo. Aproximadamente el 10% de los tratados no se recuperan y sucumben al tuberculoma
Los informes publicados antes de la llegada de la terapia antituberculosa eficaz mostraban que, cuando no se trataban, el 30-50% de los tuberculomas entraban y permanecían en un curso estacionario

## Epidemiología
Los tuberculomas son más frecuentes en zonas donde la tuberculosis es endémica. En estas zonas, los tuberculomas pueden representar entre el 30% y el 50% de las masas intracraneales.
La India y partes de Asia son dos zonas en las que se ha observado que los tuberculomas son especialmente prevalentes. Suelen presentarse como lesiones infratentoriales solitarias en niños pequeños. En cambio, en los adultos las lesiones suelen ser supratentoriales
Los tuberculomas pulmonares se encuentran entre los nódulos benignos más frecuentes, y entre el 5% y el 24% de todos los nódulos resecados son de origen tuberculoso
En zonas de menor prevalencia, como Estados Unidos, se observan con mayor frecuencia en el contexto de una inmunodeficiencia adquirida. En concreto, los tuberculomas intracerebrales se observan con mayor frecuencia en pacientes con infección por VIH.